# Keroplatus lobatus
Keroplatus lobatus är en tvåvingeart som beskrevs av Zaitzev 1991. Keroplatus lobatus ingår i släktet Keroplatus och familjen platthornsmyggor. Inga underarter finns listade i Catalogue of Life.